# Овалоїдна окремість
Окре́мість овало́їдна — окремість в осадових породах у формі овалоїдів — сферичних, еліпсоїдальних, яйцеподібних тощо. Чітко простежується концентрична шаруватість. Розповсюджена в тонкодисперсних гомогенних нешаруватих глинистих та дрібноалевритових гірських породах. Іноді зустрічається в грубозернистих алевритових та піщаних гірських породах. У деяких випадках пов'язана з конкреційними утвореннями.